# Hans Schäufelein

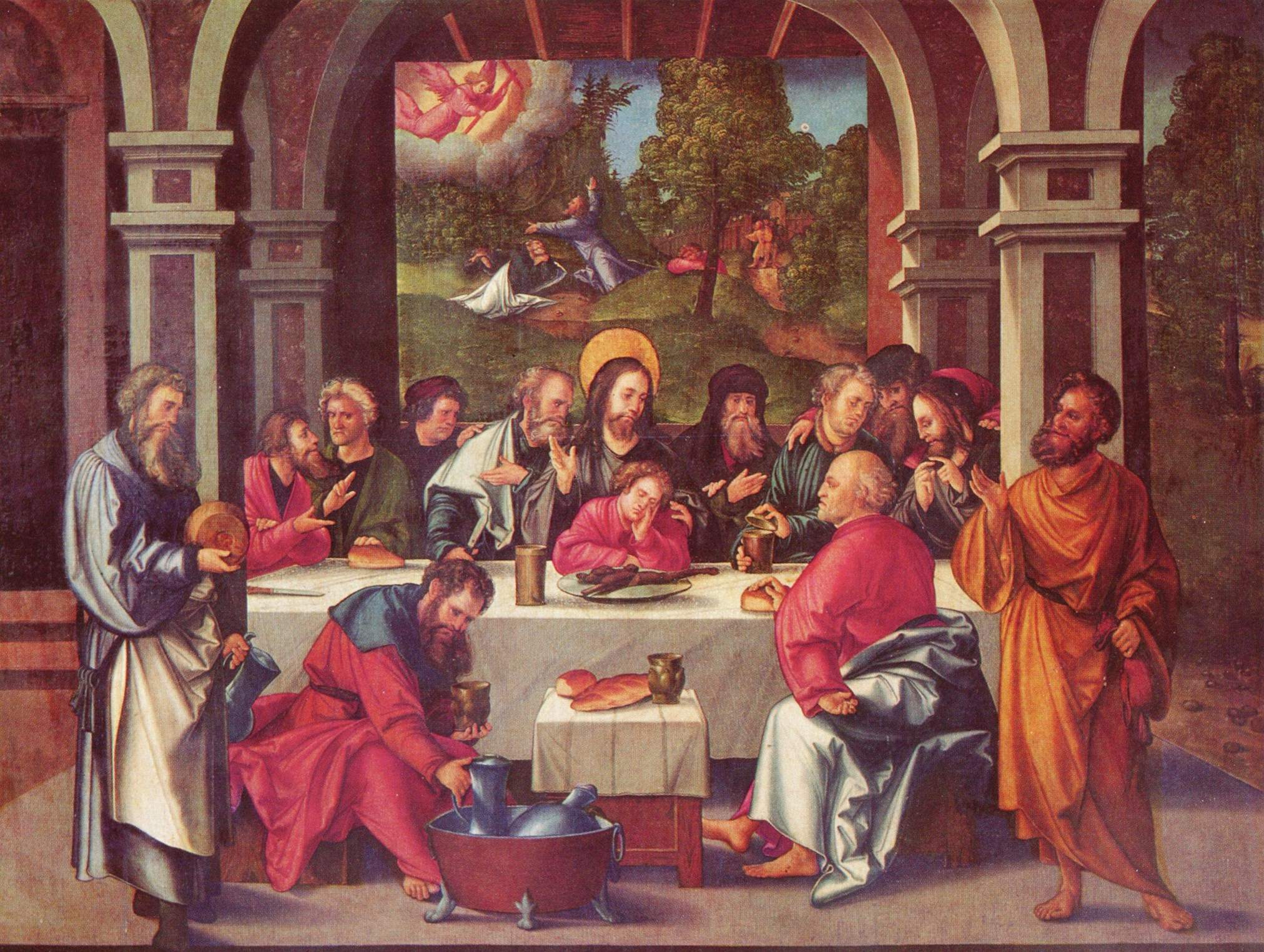
Nattvarden av Schäufelein i Ulmer Münster, 1515.

Hans Leonhard Schäufelein (Schäufelin, Scheuffelin, Scheuffelein), född 1480 i Nürnberg, död 1539 eller 1540 i Nördlingen, var en tysk figurmålare och träsnidare.
Schäufelein var lärjunge av Dürer och följde i sina många religiösa målningar sin mästare lyckligt i spåren, även om han ofta slog över i ett tråkigt maner och inte sällan arbetade väl hantverksmässigt. Flera av hans tavlor bevaras ännu i Berlin, Nördlingen, Nürnberg, Karlsruhe med flera städer. 
Berömda är hans träsnitt, som till kejsar Maximilians "Theuerdank" och till det i Nürnberg 1507 tryckta passionsverket, trots att Schäufelein även på detta område endast var en efterföljare av Dürer.